# Tokyo Institute of Technology
Tokyo Institute of Technology (jap. 東京工業大学 Tōkyō Kōgyō Daigaku; w skrócie: jap. 東工大 Tōkōdai) – wiodąca japońska uczelnia o profilu techniczno-przyrodniczym.
W skład uczelni wchodzą trzy wydziały licencjackie, sześć szkół kształcących na poziomie magisterskim i doktoranckim oraz liczne centra dydaktyczno–badawcze.
W 2019 roku zajęła 4. miejsce w rankingu najlepszych uczelni japońskich i 58. miejsce w Światowym Rankingu Uniwersyteckim QS.
Zatrudnia ponad 800 naukowców zagranicznych, zwykle w ramach realizowanych programów badawczych. Kształci wielu obcokrajowców, którzy stanowią ponad 10% wszystkich studentów. Udział studentów zagranicznych rośnie z roku na rok. Miasteczko akademickie stanowią trzy kampusy: Ōokayama, Suzukakedai i Tamachi.

## Jednostki uczelniane
Studia licencjackie
- Szkoła Nauk Ścisłych (School of Science)
- Szkoła Inżynierii (School of Engineering)
- Szkoła Nauk Biologicznych i Biotechnologii (School of Bioscience and Biotechnology)

Studia magisterskie i doktoranckie
- Policencjacka Szkoła Nauk Ścisłych i Inżynierii (Graduate School of Science and Engineering)
- Policencjacka Szkoła Nauk Biologicznych i Biotechnologii (Graduate School of Bioscience and Biotechnology)
- Policencjacka Interdyscyplinarna Szkoła Nauk Ścisłych i Inżynierii (Interdisciplinary Graduate School of Science and Engineering)

Inne studia magisterskie i doktoranckie
- Graduate School of Information Science and Engineering (Department Mathematical and Computing Sciences i Department Computer Science)
- Graduate School of Decision Science and Technology (Department Value and Decision Science, Department Industrial Engineering and Management i Department Social Engineering)
- Graduate School of Innovation Management (Department Management of Technology i Department Innovation)

## Studia licencjackie
| Wydział                      | Słowa kluczowe |
| Mathematics                  | matematyka, algebra, geometria, topologia, analiza matematyczna, prawdopodobieństwo                                                                                                |
| Physics                      | fizyka, mechanika kwantowa, elektromagnetyzm, teoria względności, fizyka jądrowa, fizyka cząstek elementarnych, astrofizyka, fizyka materii skondensowanej, mechanika statystyczna |
| Chemistry                    | chemia, chemia nieorganiczna, chemia analityczna, chemia organiczna, chemia fizyczna, chemia środowiskowa                                                                          |
| Information Science          | komputery, oprogramowanie, algorytmy, matematyka w informatyce, matematyczne programowanie/badania operacyjne, analiza danych/statystyka matematyczna                              |
| Earth and Planetary Sciences | astrofizyka i fizyka planetarna, poszukiwanie planet, materia planetarna, zorza, wnętrze Ziemi, historia Ziemi                                                                     |

| Wydział                                                                        | Słowa kluczowe |
| Metallurgical Engineering                                                      | chemia fizyczna, żelazo (materiały), stopy termoodporne, stopy lekkie, elektrochemia, struktura a wytrzymałość, materiały użytecznee |
| Organic and Polymeric Materials                                                | plastyczne tworzywa polimerowe i włókna, polimery a elektronika, specjalne metody pomiarów |
| Inorganic Materials                                                            | ceramika, nanomateriały, fizyka ciała stałego, nieorganiczna chemia kwantowa, materiały elektroniczne, biomateriały, środowiskowe materiały |
| Chemical Engineering: * Chemical Engineering Course * Applied Chemistry Course | syntezy asymetryczne, funkcjonalna chemia nieorganiczna, nanochemia, procesy chemiczne, energia, środowisko |
| Polymer Chemistry                                                              | nauka o polimerach, chemia organiczna, chemia fizyczna, materiały w elektronice, biomateriały |
| Mechanical Engineering and Science                                             | twórcze projektowanie, środowisko/energia, kinetyka/kontrola, płyny, biologia, robotyka |
| Mechanical and Intelligent Systems                                             | twórcza inżynieria mechaniczna, inteligentna robotyka, inteligentna i zintegrowana produkcja, inteligentne materiały, precyzyjne pomiary, energia nowej generacji                                                                                 |
| Mechano-Aerospace Engineering                                                  | sztuczne satelity, robotyka, przestrzeń powietrzna, globalna inżynieria środowiska, nanotechnologia |
| International Development Engineering                                          | inżynier globalny, problemy międzynarodowe i interdyscyplinarne, edukacja wielokulturowa, staż zagraniczny |
| Control and Systems Engineering                                                | kontrola, pomiary, robotyka, czujniki, systemy integracji |
| Industrial Engineering and Management                                          | jakość i zarządzanie produkcją, matematyka stosowana, systemy informacji, marketing, ekonomia i zarządzanie |
| Electrical and Electronic Engineering                                          | fale elektromagnetyczne, telekomunikacja/wytwarzanie sygnałów, układy scalone, urządzenia elektroniczne, materiały elektroniczne, energia elektryczna/moc                                                                                         |
| Computer Science                                                               | teoria informacji, systemy komputerowe, sieci, oprogramowanie, układy scalone, komunikacja cyfrowa |
| Civil and Environmental Engineering                                            | środowisko, inżynieria atmosfery i hydrosfery, mechanika gruntów i inżynieria geotechniczna, inżynieria mostów, mechanika stosowana, technologia antysejsmiczna, inżynieria ruchu, planowanie i inżynieria zagospodarowania terenów i urbanistyka |
| Architecture and Building Engineering                                          | projekty architektoniczne, historia architektury, planowanie architektoniczne, struktura budynków, materiały budowlane, środowisko |
| Social Engineering                                                             | ekonomia, teoria gier, przestrzeń miejska, krajobraz, projekt społeczny, historia |

| Wydział       | Słowa kluczowe |
| Bioscience    | nauka o życiu, cząsteczki podstawowe dla życia, białka, genom, rozwój, ewolucja, bioinformacja, biomedycyna                 |
| Biotechnology | bioinformatyka, bioinżynieria, inżynieria biomolekularna, inżynieria genetyczna, inżynieria komórkowa, technologia medyczna |

## Studia magisterskie i doktoranckie
| Wydział                                      | Słowa kluczowe |
| Mathematics                                  | matematyka, algebra, geometria, topologia, analiza matematyczna, prawdopodobieństwo                                                                                      |
| Physics: Particle, Nuclear and Astro-Physics | astrofizyka, fizyka cząstek elementarnych, fizyka jądrowa |
| Physics: Condensd Matter Physics)            | fizyka kwantowa w skali nanometrowej, fizyka materii skondensowanej, fizyka półprzewodników, optyka kwantowa, fizyka ciała stałego, fizyka statystyczna                  |
| Chemistry                                    | podstawy rozumienia materiałów, architektura cząsteczkowa, dynamika cząsteczkowa, nowe zjawiska w materiałach, środowisko globalne, energia                              |
| Earth and Planetary Sciences                 | astrofizyka i fizyka planetarna, poszukiwanie planet, materiały planetarne, zorza, wnętrze Ziemi, historia Ziemi                                                         |
| Chemistry and Materials Science              | integracja nauki i inżynierii, mechanizmy mikroskopowe a wiedza o materiałach, tworzenie materiałów użytecznych                                                          |
| Metallurgy and Ceramics Science              | fizyka metali, chemia metali, projektowanie metali, ceramika, materiały dla elektroniki, biomateriały, materiały środowiskowe                                            |
| Organic and Polymeric Materials              | nauka o polimerach, inżynieria materiałów organicznych, nanowłókna, inżynieria katalizatorów węglowych                                                                   |
| Applied Chemistry                            | kontrola procesów chemicznych, syntezy materiałów użytecznych, nanomateriały, syntezy organiczne bezpieczne dla środowiska, katalityczna synteza asymetryczna            |
| Chemical Engineering                         | analiza procesów chemicznych, projektowanie procesów chemicznych, inżynieria reakcji, procesy przenoszenia masy, energia procesów, procesy środowiskowe                  |
| Mechanical Sciences and Engineering          | prądy termiczne, energia, materiały, struktura, procesy technologiczne, robotyka, dynamika, kontrola, jakość                                                             |
| Mechanical and Control Engineering           | robotyka, systemy kontroli, energia, biomechanika, nano- i mikrosystemy                                                                                                  |
| Mechanical and Aerospace Engineering         | robotyka, satelity, materiały, technologia procesowa, trybologia, struktura, kontrola, wibracje, energia                                                                 |
| Electrical and Electronic                    | inżynieria optoelektroniki, plazma, telefonia komórkowa, anteny |
| Physical Electronics                         | półprzewodniki, urządzenia kwantowe, dielektryk, spin, bioelektronika, układy scalone                                                                                    |
| Communications and Integrated Systems        | projektowanie VLSI, systemy informatyczne, przetwarzanie sygnałów, obwody elektroniczne, systemy łączności, sieć                                                         |
| Civil Engineering                            | Planowanie regionalne i urbanistyka, planowanie i inżynieria ruchu, projektowanie infrastruktury, budowa i konserwacja, zaopatrzenie w wodę i środowisko wodne i glebowe |
| Architecture and Building Engineering        | projekty architektoniczne, historia architektury, planowanie architektoniczne, struktura budynków, materiały budowlane, środowisko                                       |
| International Development Engineering        | inżynier globalny, globalne środowisko, międzynarodowe projekty rozwoju, zrównoważony rozwój, międzynarodowe współistnienie                                              |
| Nuclear Engineering                          | reaktor jądrowy, cykl paliwowy reaktora, fuzja jądrowa, plazma, lasery, akceleratory, materiały, zastosowania medyczne                                                   |

| Wydział                  | Słowa kluczowe |
| Life Science             | neurobiologia, biofizyka, biologia strukturalna, genom, sztuczne kwasy nukleinowe，mikroorganizmy chorobotwórcze，zmysły chemiczne   |
| Biological Sciences      | biologia obliczeniowa, ewolucja molekularna, dynamika genomu, embriologia/podział/rak komórka roślinna, biologia, etologia           |
| Biological Information   | biologiczna informacja, bioinformatyka, molekularne mechanizmy organogenezy, program biologii komórki, badania genomu, leczenia raka |
| Bioengineering           | komórka/inżynieria molekularna, inżynieria procesów biomolekularnych, bioinżynieria funkcjonalna, inżynieria genomu                  |
| Biomolecular Engineering | chemia organiczna, chemia bioorganiczna, biologia komórki, chemia fizyczna, substancje biologicznie aktywne, biochemia medyczna      |

| Wydział                                 | Niektóre słowa kluczowe |
| Innovative and Engineered Materials     | nauka o nanomateriałach, materiały funkcjonalne, chemia środowiska, inżynieria przestrzeni powietrznej, fizyka stosowana, inżynieria kryształu                                                                       |
| Electronic Chemistry                    | elektrochemia, chemia organiczna, chemia ciała stałego, biochemia, kataliza, baterie, nanotechnologia, spektroskopia chemiczna                                                                                       |
| Materials Science and Engineering       | właściwości materiałów, materiały/świadomość środowiska, inżynieria nadprzewodników, urządzenia termoelektryczne, kwantowe nanostruktury, synchrotrony, przezroczyste półprzewodniki, mikroukłady elektromechaniczne |
| Environmental Science and Technology    | planowanie środowiskowe i polityka, środowiskowa hydraulika i hydrologia, sejsmologia silnych ruchów, miasta i inżynieria budownictwa, analizy zanieczyszczeń atmosfery, energia z biomasy i ścieków                 |
| Built Environment                       | projektowanie architektoniczne /historia, środowisko architektoniczne, struktury budowanie, inżynieria trzęsienia ziemi, struktura przestrzeni, transport/planowanie urbanistyczne                                   |
| Energy Sciences                         | MHD Power Generation, inżynieria nadprzewodników, plazma, ogniwa paliwowe, inżynieria wysokich temperatur, dynamika płynów/obliczenia                                                                                |
| Environmental Chemistry and Engineering | inżynieria chemiczna, chemia katalizatorów, chemia polimerów, biotechnologia środowiskowa, materiały środowiskowe |
| Electronics and Applied Physics         | informacyjne technologie komunikacji, zaawansowane materiały, nanotechnologia, urządzenia fotoniczne, układy scalone                                                                                                 |
| Mechano-Micro Engineering               | mikromaszyny, nanotechnologia, precyzyjna obróbka i robotyka, inżynieria medyczna |
| Computational Intelligence and Systems  | nauka o mózgu, systemy socjalne, systemy inteligentne, systemy w rozwoju |
| Information Processing                  | zmysły, obraz, mowa jako procesy przekazywania informacji, komunikacja multimedialna |

## Ludzie związani z Tokyo Institute of Technology

### LaureaciNagrody Nobla
- Hideki Shirakawa, Nagroda Nobla w dziedzinie chemii w 2000 roku
- Yoshinori Ōsumi, Nagroda Nobla w dziedzinie medycyny w 2016 roku